# Галінхада
Галіньяда — це рагу з рису з куркою, яке є типовою бразильською стравою в штатах Гояс і Мінас-Жерайс.
Назва походить від galinha, що португальською означає «курка», і вимовляється [ɡalĩˈj̃adɐ].
Складається з відвареного рису та вареної курки шматочками. Приправляється шафраном (який надає рису характерного жовтого кольору), вінегретом (за бажанням і окремо) та туту де фейхоа. Типова галіньяда складається з пальми католе (гуаріроба, різновид гіркої пальмової серцевини) та пекі.